# Orimba maia
Orimba maia är en fjärilsart som beskrevs av Frederick DuCane Godman 1903. Orimba maia ingår i släktet Orimba och familjen Riodinidae. Inga underarter finns listade i Catalogue of Life.